# Marianne Heimbach-Steins
Marianne Heimbach-Steins (*Köln, 26. siječnja 1959.) katolička je teologinja i akademska predstavnica kršćanskog socijalnog nauka.

## Život
Od 1977. do 1983. Heimbach-Steins studirala je katoličku teologiju i njemački jezik u Bonnu, Würzburgu i u švicarskom Fribourgu. Godine 1983. položila je prvi državni ispit, od 1983. do 1985. obavila je pripravnički staž za nastavu u raznim gimnazijama u Bavarskoj te položila drugi državni ispit. Od 1987. do 1996. radila je kao asistentica na Institutu za kršćanske društvene znanosti na Westfälische Wilhelms-Universität (WWU) u Münsteru.
Godine 1988. stekla je doktorat iz teologije na Sveučilištu u Würzburgu. Godine 1989. udala se za Georga Steinsa. Godine 1994. habilitirala je u Münsteru na temu Unterscheidung der Geister – Strukturmoment christlicher Sozialethik: Dargestellt am Werk Madeleine Delbrels (Razlikovanje duhova - strukturni element kršćanske socijalne etike: ilustracija djela Madeleine Delbrel). Od 1996. do 2009. držala je katedru za kršćanski socijalni nauk i opću sociologiju religije na Katoličkom teološkom fakultetu Sveučilišta Otto Friedrich u Bambergu (Otto-Friedrich-Universität Bamberg). Od listopada 2009. profesorica je u Münsteru i vodi Institut za kršćanske društvene znanosti na Westfälische Wilhelms-Universität (WWU). U tom svojstvu urednica je Godišnjaka za kršćanske društvene znanosti. Institut za kršćanske društvene znanosti također izdaje „Sozialethische Arbeitspapiere“ o aktualnim društvenim, političkim i crkvenim temama i razne serije knjiga, kao što je aktualna serija "Gesellschaft-Ethik-Religion"  u izdanju Verlag Schöningh, pod njezinim vodstvom. Pod njezinim su vodstvom habilitirali Andreas Lienkamp, Daniel Bogner i Alexander Filipović.
Od 2011. do 2015. bila je predsjednica Sveučilišnog vijeća Sveučilišta u Bambergu. Od 2013. do 2018. bila je glavna prijaviteljica u Exzellenzcluster „Religion und Politik“, a 2015. članica osnivačica Centra za interdisciplinarna istraživanja održivosti (Zentrums für Interdisziplinäre Nachhaltigkeitsforschung - ZIN) na WWU Münster, gdje je bila članica uprave do 2019. Također je od 2015. prodekanica za znanstvenoistraživački rad, internacionalizaciju i akademski podmladak na Katoličkom bogoslovnom fakultetu Sveučilišta. Od listopada 2018., zajedno s Judith Könemann, vodi Centar za istraživanje roda Katoličkog bogoslovnog fakulteta Sveučilišta u Münsteru.
Heimbach-Steins članica je Središnjeg odbora njemačkih katolika (Zentralkomitee der deutschen Katholiken - ZdK) i Teološke komisije Udruženja njemačkih katoličkih žena (Katholische Deutsche Frauenbund - KDFB), kao i jedna od osnivača udruge AGENDA - Forum katoličkih teologinja (AGENDA – Forum katholischer Theologinnen). Aktivna je i kao članica Societas ethica (Europsko društvo za etička istraživanja), u Znanstvenom savjetodavnom odboru Berlinskog instituta za kršćansku etiku i savjetovanje o politici (Berliner Institut für christliche Ethik und Politik - ICEP), kao i u mreži Catholic Theological Ethics in the World Church i radnoj skupini Ljudska prava i kulturne tradicije (Menschenrechte und kulturelle Traditionen) njemačke komisije Iustitia et Pax. Godine 2011. Heimbach-Steins potpisala je memorandum Kirche 2011: Ein notwendiger Aufbruch.

## Mediteranski teološki susreti
Profesorica Marianne Heimbach-Steins bila je predavač na 1. Mediteranskim teološkim susretima na temu "Sloboda i odgovornost za izgovorenu riječ", koje je organizirala Riječka nadbiskupija od 10. do 16. srpnja 2022. u Lovranu. Susreti su namijenjeni studentima i apsolventima katoličkih, protestantskih i pravoslavnih teoloških fakulteta Jugoistočne Europe, a uz Heimbach-Steins predavači su bili: Luke Bretherton (Duke University in Durham), Cyril Hovorun (University College Stockholm) i Branko Murić (Sveučilište u Zagrebu). 
Tom je prilikom profesorica Heimbach-Steins istaknula da si "Crkva koja vjeruje u djelovanje Duha Svetoga treba uzeti slobodu i pustiti teologiji da traži i ispituje gdje Duh puše. Kako bi mogla prenijeti kršćansku poruku u novo doba, teologija mora identificirati slijepe točke u crkvenom naučavanju i otvoriti nove putove". Za Mediteranske teološke susrete je rekla da je riječ o otvorenoj i dobroj atmosferi "u kojoj se može njegovati otvorena riječ i u kojoj su sudionici očito voljni otvoriti se jedni drugima, ispitati argumente i obrasce mišljenja i teološki surađivati.

## Djela
Knjige, spisi
- - ”Der ungelehrte Mund” als Autorität. Mystische Erfahrung als Quelle kirchlich-prophetischer Rede im Werk Mechthilds von Magdeburg (Mystik in Geschichte und Gegenwart I/6), Stuttgart/Bad Cannstatt 1989
  - Unterscheidung der Geister – Strukturmoment christlicher Sozialethik. Dargestellt am Werk Madeleine Delbrêls, Münster 1994, 2., erw. Aufl. 2006
  - Für eine Zukunft in Solidarität und Gerechtigkeit. Wort des Rates der Evangelischen Kirche in Deutschland und der Deutschen Bischofskonferenz zur wirtschaftlichen und sozialen Lage in Deutschland. Eingeleitet und kommentiert von Marianne Heimbach-Steins und Andreas Lienkamp (Hrsg.) unter Mitarbeit von Gerhard Kruip und Stefan Lunte, München 1997
  - Einmischung und Anwaltschaft. Für eine diakonische und prophetische Kirche, Ostfildern 2001
  - Menschenrechte in Gesellschaft und Kirche. Lernprozesse – Konfliktfelder – Zukunftschancen, Mainz 2001
  - (mit Gerhard Kruip), Bildung und Beteiligungsgerechtigkeit. Sozialethische Sondierungen, Bielefeld 2003
  - (unter Mitwirkung von Alois Baumgartner, Thomas Bohrmann, Gerhard Drösser, Thomas Hausmanninger, Werner Veith) Christliche Sozialethik. Ein Lehrbuch, Band 1: Grundlagen, Regensburg 2004
  - (unter Mitwirkung von Alois Baumgartner, Isidor Baumgartner, Thomas Bohrmann, Gerhard Drösser, Thomas Hausmanninger, Johannes Frühbauer, Hartmut Köß, Markus Vogt, Albert Wohlfarth) Christliche Sozialethik. Ein Lehrbuch, Band 2: Konkretionen, Regensburg 2005
  - „… nicht mehr Mann und Frau“ (Gal 3,28). Sozialethische Studien zu Geschlechterverhältnis und Geschlechtergerechtigkeit, Regensburg 2009
  - Religionsfreiheit. Ein Menschenrecht unter Druck, Paderborn 2012
  - Christliche Sozialethik. Theologie im Fernkurs, Aufbaukurs, Lehrbrief 16, Würzburg 2013
  - Religionsfreiheit oder: Die Gretchenfrage des Umgangs mit den Menschenrechten, Mönchengladbach 2013
  - Grenzverläufe gesellschaftlicher Gerechtigkeit: Migration – Zugehörigkeit – Beteiligung (Gesellschaft – Ethik – Religion Bd. 5), Paderborn 2016
  - Europa und Migration. Sozialethische Denkanstöße (Kirche und Gesellschaft Grüne Reihe Nr. 438), hrsg. von der Katholischen Sozialwissenschaftlichen Zentralstelle, Mönchengladbach. J.P. Bachem, Köln 2017, ISBN 978-3-7616-3141-6.
  - Religion als Ressource politischen Handelns – Chancen und Herausforderungen für die innerchristliche Ökumene (ICS AP 9), Münster 2017
  - (mit Alexander Filipovic, Josef Becker, Maren Behrensen, Theresa Wasserer) Grundpositionen der Partei "Alternative für Deutschland" und der katholischen Soziallehre im Vergleich – eine sozialethische Perspektive (ICS AP 8), Münster 2017

Uredništva (izbor)
- - (mit Andreas Lienkamp, Joachim Wiemeyer) Brennpunkt Sozialethik. Theorien – Aufgaben – Methoden (FS Franz Furger), Freiburg 1995
  - (mit Peter Hünermann, Albert Biesinger, Anne Jensen) Diakonat. Ein Amt für Frauen in der Kirche – ein frauengerechtes Amt?, Ostfildern 1997
  - (mit Andreas Lienkamp, Joachim Wiemeyer) Franz Furger, Christliche Sozialethik in pluraler Gesellschaft. Posthum herausgegeben (Schriften des Instituts für Christliche Sozialwissenschaften 38), Münster 1997
  - (mit Volker Eid) Kirche – Lebenswichtig. Was Kirche zu geben und zu lernen hat, München 1999
  - Religion als gesellschaftliches Phänomen. Soziologische, theologische und literaturwissenschaftliche Annäherungen (Bamberger Theologisches Forum Bd. 3), Münster 2002
  - (mit Gudrun Cyprian) Familienbilder. Interdisziplinäre Sondierungen, Opladen 2003
  - (mit Gerhard Kruip), Bildung und Beteiligungsgerechtigkeit. Sozialethische Sondierungen, Bielefeld 2003
  - (mit Eleonore Ploil, Bärbel Kerkhoff-Hader, Ines Weinrich), Genderforschung in Bamberg. Forschungsforum. Berichte aus der Universität Bamberg, 11 (2003) Bamberg 2003
  - (mit Heimo Ertl, Heinz-Günther Schöttler), Religionen im Dialog. Judentum – Christentum – Islam (Bamberger Theologisches Forum, Bd. 5), Münster 2003
  - (mit Margit Eckholt), Im Aufbruch – Frauen erforschen die Zukunft der Theologie, Ostfildern 2003
  - (mit Eleonore Ploil, Bärbel Kerkhoff-Hader, Ines Weinrich), Strukturierung von Wissen und die symbolische Ordnung der Geschlechter. Gender-Tagung Bamberg 2003, Münster 2004
  - (mit Heinz-Günther Schöttler), „... nicht umsonst gekommen“. Pastorale Berufe, Theologie und die Zukunft der Kirche (Bamberger Theologisches Forum, Bd. 8), Münster 2005
  - (mit Rotraud Wielandt, Reinhard Zintl), Religiöse Identität(en) und gemeinsame Religionsfreiheit. Eine Herausforderung pluraler Gesellschaften (Judentum – Christentum – Islam. Bamberger Interreligiöse Studien, Bd. 3), Würzburg: Ergon-Verlag 2006
  - (mit Gerhard Kruip und Axel Bernd Kunze), Das Menschenrecht auf Bildung und seine Umsetzung in Deutschland: Diagnosen – Reflexionen – Perspektiven (Forum Bildungsethik 1), Bielefeld (wbv) 2007
  - (mit Harm Goris), Die Rolle der Religion in Recht und politischer Ordnung heute (Judentum – Christentum – Islam. Bamberger Interreligiöse Studien, Bd. 5), Würzburg: Ergon-Verlag 2008
  - (mit Gerhard Kruip und Katia Neuhoff), Bildungswege als Hindernisläufe. Zum Menschenrecht auf Bildung in Deutschland (Forum Bildungsethik 5), Bielefeld (wbv) 2008
  - (mit Rotraud Wielandt), Was ist Humanität? Interdisziplinäre und interreligiöse Perspektiven (Judentum – Christentum – Islam. Bamberger Interreligiöse Studien, Bd. 6), Würzburg: Ergon-Verlag 2008
  - (mit Gerhard Kruip und Axel Bernd Kunze), Bildung, Politik und Menschenrecht. Ein ethischer Diskurs (Forum Bildungsethik 6), Bielefeld (wbv) 2009
  - (mit Gerhard Kruip und Axel Bernd Kunze), Bildungsgerechtigkeit – Interdisziplinäre Perspektiven (Forum Bildungsethik 8), Bielefeld (wbv) 2009
  - (mit Heiner Bielefeldt, in Kooperation mit der Deutschen Kommission Justitia et Pax), Religionen und Religionsfreiheit. Menschenrechtliche Perspektiven im Spannungsfeld von Mission und Konversion (Judentum – Christentum – Islam. Bamberger Interreligiöse Studien, Bd. 7), Würzburg 2010.
  - (mit Gerhard Kruip), Kooperative Bildungsverantwortung. Sozialethische und pädagogische Perspektiven auf „Educational Governance“ (Forum Bildungsethik 9), Bielefeld 2011
  - (mit Gerhard Kruip, Saskia Wendel), „Kirche 2011: Ein notwendiger Aufbruch“. Argumente zum Memorandum, Freiburg 2011
  - (mit Daniel Bogner), Freiheit, Gleichheit, Religion. Orientierungen moderner Religionspolitik, Würzburg 2012
  - (mit Georg Steins, unter Mitarbeit von Alexander Filipović und Kerstin Rödiger), Christliche Sozialethik und biblische Hermeneutik, Stuttgart 2012
  - Ressourcen – Lebensqualität – Sinn. Gerechtigkeit für die Zukunft denken (Gesellschaft – Ethik – Religion Bd. 1), Paderborn 2013
  - Begrenzt verantwortlich? Sozialethische Positionen in der Flüchtlingskrise (Theologie kontrovers), Freiburg 2016
  - (mit Thomas Schüller, Judith Wolf) Katholische Krankenhäuser – herausgeforderte Identität (Gesellschaft – Ethik – Religion Bd. 9), Paderborn 2017
  - (mit Anna Maria Riedl) Kindeswohl zwischen Anspruch und Wirklichkeit. Theorie und Praxis im Gespräch (Gesellschaft – Ethik – Religion Bd. 10), Paderborn 2017
  - (mit Sabine Schlacke) 2017. Die Enzyklika Laudato si‘ – ein interdisziplinärer Nachhaltigkeitsansatz? Baden-Baden 2017
  - Zerreißprobe Flüchtlingsintegration (Theologie kontrovers), Freiburg 2017
  - (mit Martin Baumeister, Michael Böhnke, Saskia Wendel u. a.) Menschenrechte in der katholischen Kirche. Historische, systematische und praktische Perspektiven (Gerechtigkeit – Ethik – Religion Bd. 12), Paderborn 2018
  - (mit Maren Behrensen, Linda Hennig) Gender – Nation – Religion. Ein internationaler Vergleich von Akteursstrategien und Diskursverflechtungen (Religion und Moderne), Frankfurt 2019

## Poveznice
- Literatur von und über Marianne Heimbach-Steins im Katalog der Deutschen Nationalbibliothek
- Christliche Sozialethik: Der Ansatz von Marianne Heimbach-Steins (Universität Bamberg)  Arhivirana inačica izvorne stranice od 15. kolovoza 2022. (Wayback Machine), PDF (1,13 MB)
- Personenseite der katholisch-theologischen Fakultät an der Universität Münster
- Marianne Heimbach-Steins in der Datenbank renommierter Wissenschaftlerinnen AcademiaNet (englisch)